# Buritinópolis
Buritinópolis là một đô thị thuộc bang Goiás, Brasil. Đô thị này có diện tích 268,115 km², dân số năm 2007 là 3627 người, mật độ 13,5 người/km².